# الانتخابات الرئاسية التركية 1939
جرت الانتخابات الرئاسية التركية لسنة 1939 بتاريخ 4 أبريل 1939، حيث اجتمعت الجمعية الوطنية الكبرى لاختيار رئيس الجمهورية، واستقر الامر على عصمت إينونو رئيسا للجمهورية بعد انتخابات إستثنائية سنة 1938 بعد وفاة الغازي مصطفى كمال أتاتورك .

## التصويت
| إنتخاب رئيس الجمهورية التركية 4 أبريل 1939 | إنتخاب رئيس الجمهورية التركية 4 أبريل 1939 | إنتخاب رئيس الجمهورية التركية 4 أبريل 1939 | إنتخاب رئيس الجمهورية التركية 4 أبريل 1939 | إنتخاب رئيس الجمهورية التركية 4 أبريل 1939 |
| ------------------------------------------ | ------------------------------------------ | ------------------------------------------ | ------------------------------------------ | ------------------------------------------ |
| عدد أعضاء المجلس                           | عدد أعضاء المجلس                           | عدد أعضاء المجلس                           | عدد أعضاء المجلس                           | 413                                        |
| الحاضرون في التصويت                        | الحاضرون في التصويت                        | الحاضرون في التصويت                        | الحاضرون في التصويت                        | 249                                        |
| الغائبون عن التصويت                        | الغائبون عن التصويت                        | الغائبون عن التصويت                        | الغائبون عن التصويت                        | 164                                        |
| الأصوات الباطلة أو الإمتناع                | الأصوات الباطلة أو الإمتناع                | الأصوات الباطلة أو الإمتناع                | الأصوات الباطلة أو الإمتناع                | 0                                          |
| المترشح                                    | الإنتماء الحزبي                            | النتيجة                                    | النسبة                                     | نسبة المشاركة                              |
| عصمت إينونو                                | حزب الشعب الجمهوري                         | 249                                        | 100%                                       | 60,2%                                      |